# Arewa (Niger)
Pour les articles homonymes, voir Arewa.
Arewa ou Aréoua est un petit état pré-colonial dominé par les animistes de la vallée de Dallol Maouri au Niger, connu pour la culture indigène Maouri Haousa.

## Règle contemporaine
Le leadership traditionnel d'Arewa continue un règne en grande partie cérémonial au XXIe siècle, centré juste au nord de la ville de Dogondoutchi,,. Arewa, qui abrite toujours une communauté haoussa animiste en déclin, accueille un festival religieux annuel qui attire à la fois des croyants et des touristes étrangers.

## Autre usage
Arewa est simplement un terme de langue haoussa qui signifie « nordique » ou « nordiste ». Dérivé du mot haoussa pour « Nord », « Areoun », le « -wa » le suffixe typique « Peuple de », Arewa a plusieurs significations alternatives spécifiques à la géographie et à la politique du Nigéria moderne, au sud du Niger.